# 佩拉莫拉
佩拉莫拉，是西班牙加泰罗尼亚莱里达省的一个市镇。 总面积56平方公里，总人口368人（2001年），人口密度7人/平方公里。